# Bruno María Devoto
Bruno María Devoto es un jugador argentino de rugby que debutó en primera en septiembre de 2013 y que se desempeña como primer centro en el Club Atlético San Isidro (CASI). 
En 2015 integró el plantel de Buenos Aires. Donde se coronó como el nuevo campeón luego de derrotar a Tucumán por 57-14.Con tres tries y una formidable actuación en la final.
Integró la selección juvenil argentina ("Los Pumitas") en el Campeonato Sudamericano Juvenil que se disputó en Asunción de Paraguay. El Seleccionado Nacional de Menores de 19 años derrotó a su par de Uruguay, por 39 a 10, y obtuvo el título del Campeonato Sudamericano de la categoría. Fue el único jugador en la historia del club en convertir dos Hat-tricks de forma consecutiva.
El 25 de agosto de 2013 en la 119ª edición del clásico de Buenos Aires. Fue parte del plantel que apabulló al rival de toda su vida. El equipo que viste de blanco y negro le proporcionó una goleada histórica a SIC, la más abultada de todos los tiempos (51-7). En mayo de 2014 se destapó con seis tries: tres a Delta y misma cantidad frente a Universitario de la Plata. Los dos triunfos con punto bonus del CASI en las primeras fechas del campeonato.
Bruno Devoto será el nuevo capitán en lugar del histórico Juan Campero. El centro tomará las riendas a partir de la próxima temporada, en la que todo indica que tendrá como head coach al exseleccionador de Los Pumas, Santiago Phelan.